# Degar

Ubicación en Vietnam de la zona montañosa habitada por este pueblo.

Montagnards ( /ˌmɒn.tənˈjɑːrd/) es un hiperónimo que designa a los diversos pueblos indígenas de la región del Altiplano Central de Vietnam. El término francés «Montagnard» (mɔ̃.ta.ɲaʁⓘ) significa habitante de las montañas y es un  del período colonial francés en Vietnam. En vietnamita, se les conoce con el término người Thượng (tdl. ‘montañeses’), aunque este término también puede aplicarse a otros grupos étnicos minoritarios en Vietnam, en el Vietnam moderno, ambos términos son arcaicos, y los grupos étnicos indígenas se conocen como đồng bào Tây Nguyên (tdl. ‘compatriotas de las Tierras Altas Centrales’) o dân tộc thiểu số Tây Nguyên (tdl. ‘minorías de las Tierras Altas Centrales’). Anteriormente se les llamaba peyorativamente mọi.A veces también se utiliza el término degar (Đềga) para este grupo. La mayoría de quienes viven en Estados Unidos se autodenominan montagnards, mientras que los que viven en Vietnam se refieren a sí mismos por su grupo étnico individual.
Miles de estos montañeses huyeron a Camboya tras la caída de Saigón bajo el poder del ejército de Vietnam del Norte pues temían las represalias del nuevo gobierno por la ayuda que habían prestado al ejército norteamericano. El ejército de los Estados Unidos instaló a algunos montañeses en América, principalmente en Carolina del Sur. El número de evacuados no llegó a los dos mil. Greensboro en Carolina del Norte acoge la colonia más numerosa de montañeses fuera de la zona de Asia Pacífico. Además, el gobierno de Vietnam ha desplazado sistemáticamente a miles de habitantes de la zona de las colinas centrales para emplear esas zonas fértiles en el cultivo de café.

## Cine
Esta es la tribu que aparece en la película Apocalypse Now, de Francis Ford Coppola.